# Hymenasterides
Hymenasterides is een geslacht van zeesterren uit de familie Pterasteridae.

## Soorten
- Hymenasterides mironovi Dilman, 2008
- Hymenasterides zenognathus Fisher, 1911